# Comuna Halmeu, Satu Mare
Halmeu este o comună în județul Satu Mare, Transilvania, România, formată din satele Băbești, Dobolț, Halmeu (reședința), Halmeu-Vii și Mesteacăn.

## Demografie
Componența etnică a comunei Halmeu
     Români (52,6%)
     Maghiari (36,23%)
     Romi (1,61%)
     Alte etnii (0,14%)
     Necunoscută (9,42%)
Componența confesională a comunei Halmeu
     Ortodocși (35,29%)
     Reformați (17,87%)
     Romano-catolici (16,96%)
     Penticostali (14,43%)
     Greco-catolici (2,57%)
     Martori ai lui Iehova (1,17%)
     Adventiști (1,03%)
     Alte religii (0,82%)
     Necunoscută (9,87%)
Conform recensământului efectuat în 2021, populația comunei Halmeu se ridică la 4.276 de locuitori, în scădere față de recensământul anterior din 2011, când fuseseră înregistrați 4.968 de locuitori. Majoritatea locuitorilor sunt români (52,6%), cu minorități de maghiari (36,23%) și romi (1,61%), iar pentru 9,42% nu se cunoaște apartenența etnică. Din punct de vedere confesional, cei mai mulți locuitori sunt ortodocși (35,29%), cu minorități de reformați (17,87%), romano-catolici (16,96%), penticostali (14,43%), greco-catolici (2,57%), martori ai lui Iehova (1,17%) și adventiști (1,03%), iar pentru 9,87% nu se cunoaște apartenența confesională.

## Politică și administrație
Comuna Halmeu este administrată de un primar și un consiliu local compus din 15 consilieri. Primarul, Alexandru Illyés[*], de la Uniunea Democrată Maghiară din România, este în funcție din 1 noiembrie 2024. Începând cu alegerile locale din 2024, consiliul local are următoarea componență pe partide politice:
|  | Partid                                 | Consilieri | Componența Consiliului | Componența Consiliului | Componența Consiliului | Componența Consiliului | Componența Consiliului | Componența Consiliului | Componența Consiliului | Componența Consiliului |
|  | -------------------------------------- | ---------- | ---------------------- | ---------------------- | ---------------------- | ---------------------- | ---------------------- | ---------------------- | ---------------------- | ---------------------- |
|  | Uniunea Democrată Maghiară din România | 8          |                        |                        |                        |                        |                        |                        |                        |                        |
|  | Partidul Național Liberal              | 3          |                        |                        |                        |                        |                        |                        |                        |                        |
|  | Partidul Social Democrat               | 3          |                        |                        |                        |                        |                        |                        |                        |                        |
|  | Alianța pentru Unirea Românilor        | 1          |                        |                        |                        |                        |                        |                        |                        |                        |